# L'Orage (groupe)
Pour les articles homonymes, voir L'Orage.
L'Orage est un groupe italien de folk rock, originaire de la Vallée d'Aoste.

## Histoire
L'Orage se forme en 2009 d'un projet d'Alberto Visconti et Rémy Boniface, ce dernier formant partie également du groupe Trouveur valdotèn ensemble avec son frère Vincent. Le nom s'inspire de la chanson de Georges Brassens L'Orage. À la différence d'autres groupes musicaux valdôtains, L'Orage a choisi de privilégier la langue italienne pour les paroles, alors que la tradition alpine est plutôt présente dans la musique de leurs chansons.
Le groupe gagne les prix Miscela Rock Festival (2010), The Best of Demo 2010/2011 (2011) et le festival italien Musicultura (2012).
En 2012, L'Orage avec la chanson Queste ferite sono verdi est le grand vainqueur de la 23e édition de Musicultura, remportant le premier prix, la plaque de la critique et le prix de la meilleure musique. En 2013, ils collaborent avec Francesco De Gregori en produisant le concert L'Orage e Francesco De Gregori insieme dal Vivo ! au Palais Saint-Vincent dans le cadre du festival Saison Culturelle. En avril de la même année, le troisième album L'Età dell'Oro sort, conprenant La Teoria del Veggente, une chanson de L'Orage interprétée par De Gregori.
Le 1er mai 2014, le groupe participe au concert du 1er mai avec les chansons Mi manda in aria et Satura. En novembre de la même année, le percussionniste Ricky Murray et le bassiste Stefano Trieste quittent le groupe. Ce dernier est remplacé par Marc Magliano.
En juin 2015 est sortie la vidéo de la chanson L'Orage, une réinterprétation de la chanson de Georges Brassens dont le groupe tire son nom. L'Orage est le premier single extrait du nouvel album Macchina del Tempo, produit par Enrico « Erriquez » Greppi, leader et chanteur de Bandabardò, au studio Terminal 2 à Rome, avec le soutien de Gianluca Vaccaro. Outre les membres de L'Orage et Erriquez, le poète Guido Catalano et l'artiste burlesque Cecilia Radica apparaissent dans le vidéoclip. Le 22 septembre de la même année, le groupe est invité par Francesco De Gregori à l'événement Rimmel 2015 pour célébrer le quarantième anniversaire du célèbre album de l'auteur-compositeur-interprète romain sur la scène des Arènes de Vérone, en réinterprétant la chanson Le Storie di Ieri.
Entre 2016 et 2019, l'activité scénique du groupe se poursuit et, avec une nouvelle section rythmique formée par Luca Moccia à la basse et Antonio Gigliotti à la batterie, ils sortent leur nouvel album Medioevo digitale en avril 2019.

## Membres

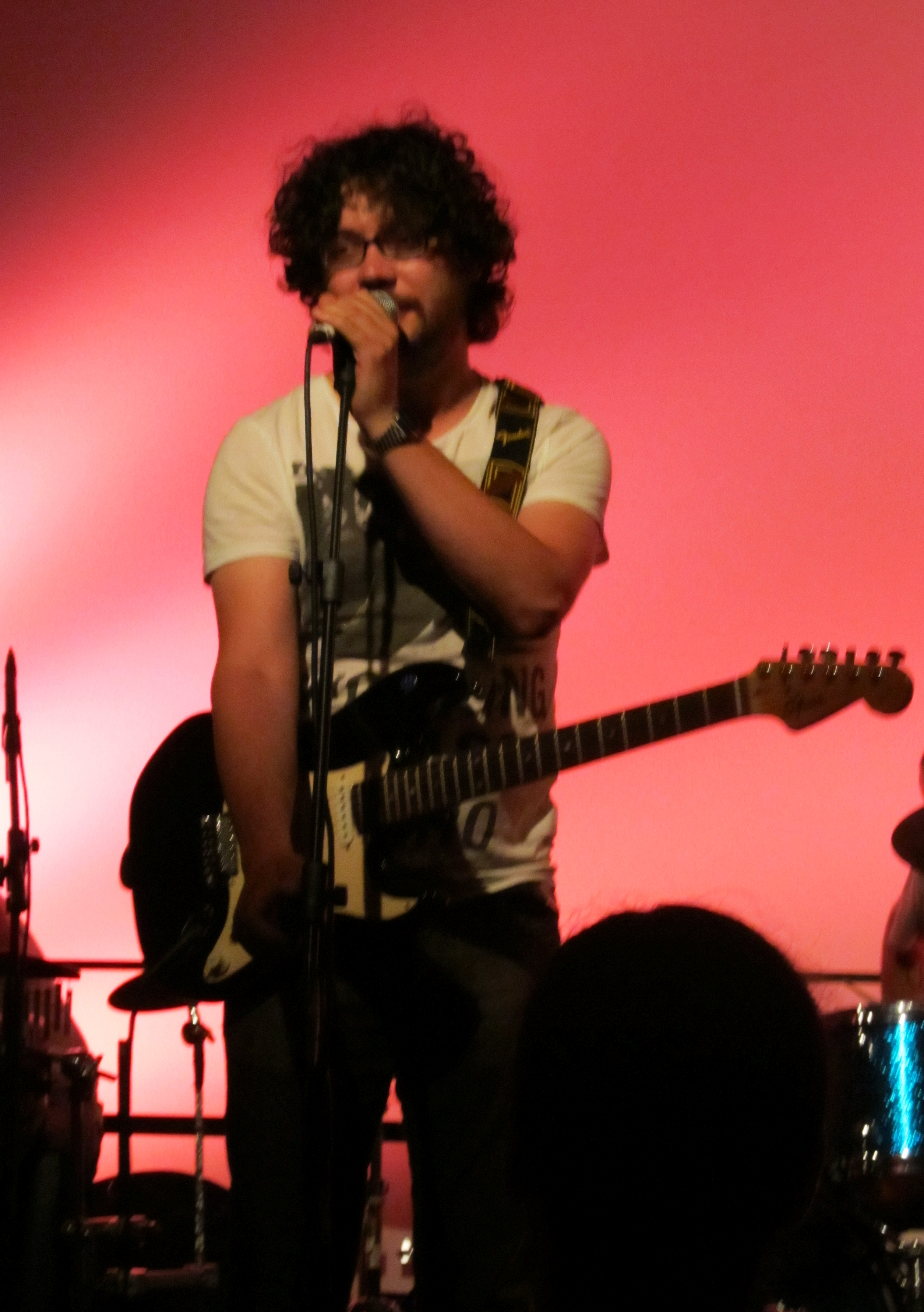
Alberto Visconti en concert.

### Membres actuels
- Alberto Visconti - voix, guitare (depuis 2009)
- Rémy Boniface - violon, accordéon diatonique, vielle, chant (depuis 2009)
- Vincent Boniface - saxophone soprano, clarinette, cornemuse, flûtes à bec, accordéon diatonique, chant (depuis 2009)
- Patrick Faccini - basse électrique (depuis 2022)
- Florian Bua - batterie (2009-2018, depuis 2022)
- Diego Joyeusaz - guitare acoustique et électrique (depuis 223)

### Anciens membres
- Antonio Gigliotti - batterie (2018-2022)
- Memo Crestani - guitare acoustique et électrique, oud, mandoline (2009-2017)
- Stefano Trieste - basse électrique (2009-2014)
- Marc Magliano - basse électrique (2014-2016)
- Luca Moccia - basse électrique, contrebasse (2016-2022)
- Ricky Murray - percussions (2009-2014)

## Discographie
- 2010 : Come una Festa
- 2011 : La Bella Estate
- 2013 : L'Età dell'Oro (Sony Classical)
- 2015 : Macchina del Tempo (Sony Classical)
- 2019 : Medioevo Digitale (PhD / Artist First)

## Vidéographie
- Come una Festa (réalisé par Andrea Tomaselli, 2009)
- Giugno (réalisé par Marco Ponti et Sergio Luca Loreni, 2012)
- A Loreley (réalisé par Davide Borettaz, 2013)
- L'Orage (réalisé par Roberta Zanzarelli, 2016)
- Non Risparmiare Energia (réalisé par Christian Tosi, 2016)
- I Piedi Più Belli del Mondo (réalisé par Roberta Zanzarelli et Marco Paladini, 2016)
- Canto d'Addio (réalisé par Christian Tosi, 2019)